# 糸魚川市大規模火災
糸魚川市大規模火災（日语：／）為2016年12月22日發生於新潟縣糸魚川市的火災。该市则称之为「糸鱼川市站北火灾」（糸魚川市駅北大火）

## 概要

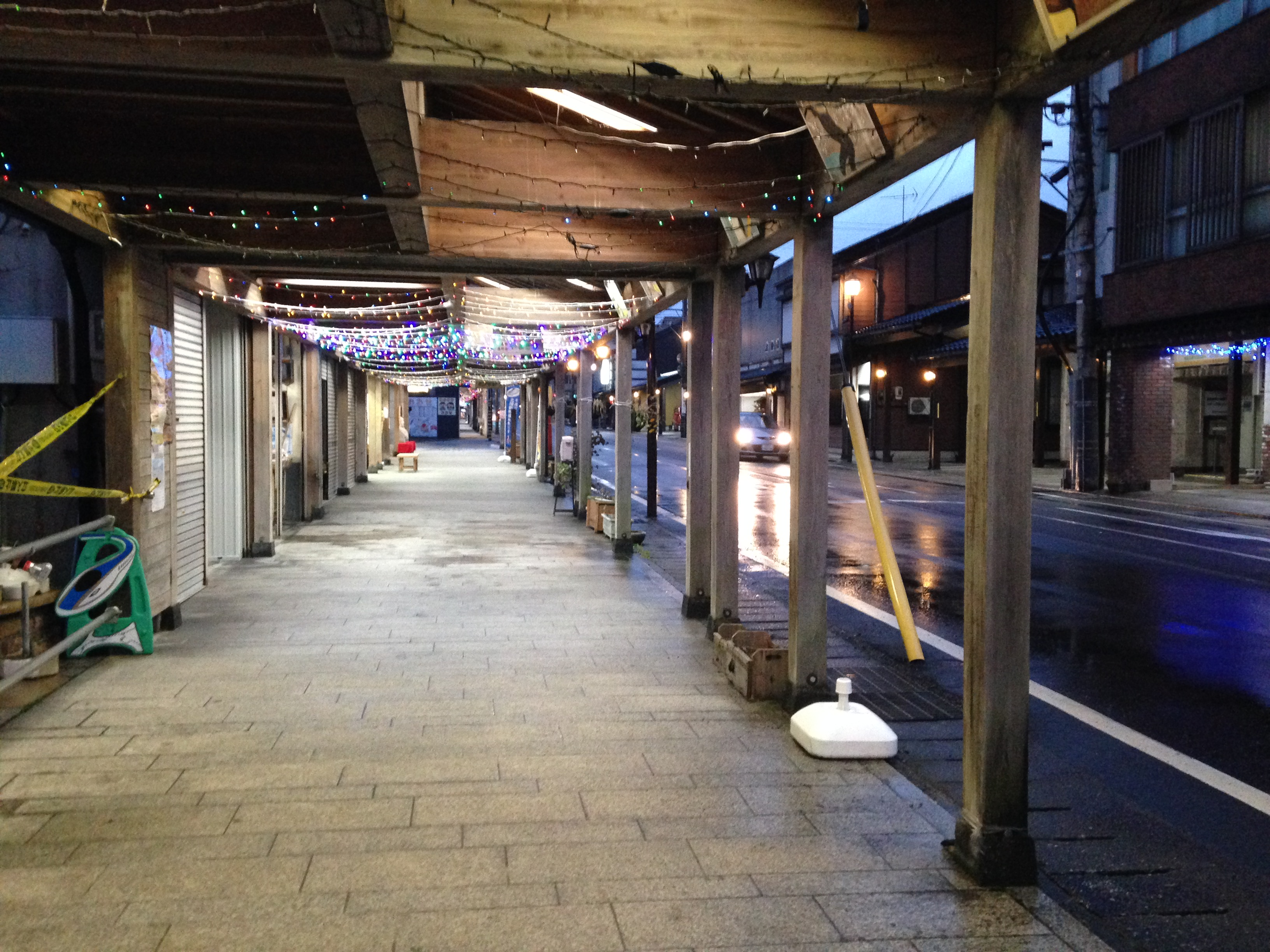
商店街的雁木造（2015年）

於2016年12月22日10時28分頃，糸魚川市大町1丁目的中國菜餐館「上海軒」，因為廚師忘記關火而發生火災，該店位於市中心的JR西日本北陸新幹線與越後心跳鐵道日本海翡翠線的糸魚川車站以北。由於昭和初期的商店及住宅以雁木相連，且建築物相當密集，加上當時因日本海低氣壓造成強勁的南風，導致延燒範圍向北即日本海方向擴大，最終導致一百多間房屋被燒毀，並造成十多人受傷，無人死亡。